# Per-Mickelsatjärnarna
Per-Mickelsatjärnarna är en sjö i Älvdalens kommun i Dalarna och ingår i Dalälvens huvudavrinningsområde.